# Roeselia nepheloleuca
Roeselia nepheloleuca är en fjärilsart som beskrevs av George Francis Hampson. Roeselia nepheloleuca ingår i släktet Roeselia och familjen trågspinnare. Inga underarter finns listade.